# Herb Miejskiej Górki
Herb Miejskiej Górki – jeden z symboli miasta Miejska Górka i gminy Miejska Górka w postaci herbu. Wizerunek herbowy pochodzi z XVI wieku.

## Wygląd i symbolika
Herb przedstawia złotą łódź z białą basztą, umieszczoną na czerwonej tarczy herbowej.
Herb nawiązuje do herbu szlacheckiego Łodzia, którym pieczętowali się Górkowie, pierwsi właściciele miasta.